# FedEx Cup
FedEx Cup (Кубок ФедЕкс) - спортивна нагорода, PGA-туру, що розігрується упродовж усього сезону. Переможцем 2016 року є Рорі Макілрой.
Спонсором змагань виступає американська корпорація FedEx. 
Ідея змагання, що об'єднувало б усі турніри туру, зародилася в 2005 році, а перший кубок розіграли в 2007-му. Формат та система нарахування очок змінювалися, особливо після того, як Віджей Сінгх 2008 року набрав у перших трьох турнірах фінальної частини стільки очок, що переможець визначився до останнього чемпіонату PGA. Це не сподобалося, і щоб більше таких ситуацій не виникало, очки перед останніми турнірами перераховують, щоб залишити шанс на перемогу кільком гольфістам.

## Формат

### Відбір до фінальної частини

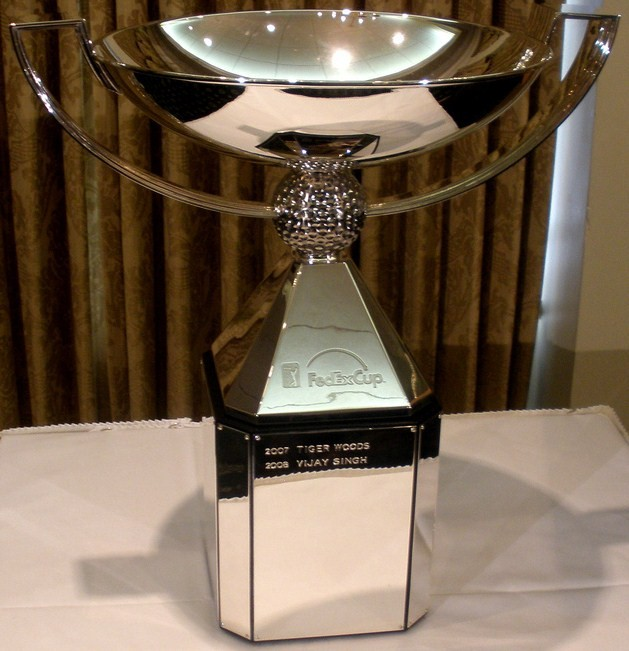
Кубок

Першу частина сезону називають «регулярним сезоном».  З 2013 року вона триває з жовтня до серпня. У цій частині гравці накопичують очки, граючи в турнірах під егідою  PGA. Кількість очок за перемогу в турнірі залежить від турніру й коливається  в межах від 250 до 600. Гравці, що зайняли нижчі місця теж отримують очки, залежно від місця.
Метою першої частини змагань є відбір 125 гравців із найбільшою кількістю очок. Спочатку очки можуть набирати тільки гравці, що мають повне членство в  PGA турі. Ті, хто не є членами туру, але беруть участь у змаганнях під його егідою, можуть набирати очки з першого турніру після офіційного отримання членства. 
Після фінального турніру регулярного сезону  125 відібраних гравців беруть участь у фінальній частині — плейофі. Кожен турнір плейофу приносить за перемогу 2000 очок. Набрані очки додаються до очок регулярного сезону, а кількість гравців зменшується після кожного турніру. Починаючи з  2013 року,  125 гравців з найбільшою кількістю очок у FedEx Cup зберігають своє членство в турі на наступний сезон. 
Після третього турніру плейоф до фінального змагання (чемпіонату туру) відбирають 30 гравців. Очки перераховують так, щоб лідер мав 2000 очок, другий — 1800 і так далі до 30-го, якому дають 168 очок.  Мета перерахунку — надати теоретичну можливість усім 30-ти гравцям виграти кубок, але зберегти за лідерами перевагу, так щоб перша п'ятірка могла б забезпечити собі кубок перемогою в чемпіонаті туру.
З 2019 року система розиграшу змінилася. Після другого турніру плейоф, лідер  FedEx Cup в загальному заліку починає Чемпіонат туру з 10 ударами нижче пару. Другий в залальному заліку стартує при -8; третій — при -7; четвертий — при -6; п'ятий при -5. Гравці з шостого по десятий починають з рахунком -4;  11-15-ий — при -3;  16-20-ий при -2 under;  21-25-й при -1; а 26-30-ий рівно з паром. На самому Чемпіонаті туру виграє той, хто затратив менше ударів на  72 лунки, враховуючи початковий гандикап. Його проголошують чемпіоном туру і водночас чемпіоном FedEx Cup, він отримує 15 млн доларів призових і право грати в змаганнях PGA туру в наступні 5 років.

### Плейоф
| Турнір                         | Кількість гравців                         | Скорочення                                                                   |
| ------------------------------ | ----------------------------------------- | ---------------------------------------------------------------------------- |
| The Northern Trust             | 125                                       | Після 36 лунок кількість гравців скорочується до 70 плюс однакові результати |
| Dell Technologies Championship | 100 (після The Northern Trust)            | Після 36 лунок кількість гравців скорочується до 70 плюс однакові результати |
| BMW Championship               | 70 (після Dell Technologies Championship) | Нема                                                                         |
| Tour Championship              | 30 (після BMW Championship)               | Нема                                                                         |

Після визначення 125 гравців, що беруть участь у плейоф, замін не дозволено. Будь-кому з 125-и (потім ста та 70-и) можна пропустити будь-який турнір до чемпіонату туру, хоча в такому разі він ризикує втратити свою позицію в списку і не пройти в наступний турнір. 
До чемпіонату туру відбираються  30 гравців з максимальною кількістю очок. Якщо з якоїсь причини, гравець не може взяти участі в чемпіонаті туру, замінити його не дозволено.

### Призи
Гравець, який набирає найбільшу суму очок після чемпіонату туру, виграє кубок FedEx і отримує грошову винагороду 10 млн доларів з сумарного призового фонду в 35 млн. За друге місце дають 3 млн, третє - 2 млн, 4-е - 1,5 млн,  5-е - 1 млн, і так далі до  32 тисяч для гравців, що зайняли з 126-го по 150-е місце. Починаючи з сезону 2013 року, гравці, що зайняли 126-150 місця отримують умовний статус у  PGA турі, але можуть покращити свій рейтинг у фіналі Web.com туру. Раніше умовний статус гравці отримували в залежності від суми призових грошей.

## Переможці
| Рік  | Гравець           | Країна            | Очки    | Перевага | Турнірів | Перемог | Чільна 5-ка | Рейтинг до фіналів | Очки до фіналів | Турнірів до фіналів |
| ---- | ----------------- | ----------------- | ------- | -------- | -------- | ------- | ----------- | ------------------ | --------------- | ------------------- |
| 2019 | Рорі Макілрой (2) | Північна Ірландія | −18     | 4        | 3        | 1       | 1           | 5                  | 2,842           | 18                  |
| 2018 | Джастін Роуз      | Англія            | 2,260   | 41       | 4        | 0       | 3           | 4                  | 1,991           | 14                  |
| 2017 | Джастін Томас     | США               | 3,000   | 660      | 4        | 1       | 2           | 2                  | 2,689           | 21                  |
| 2016 | Рорі Макілрой     | Північна Ірландія | 3,120   | 740      | 4        | 2       | 2           | 36                 | 973             | 14                  |
| 2015 | Джордан Спіт      | США               | 3,800   | 1,493    | 4        | 1       | 1           | 1                  | 4,169           | 21                  |
| 2014 | Біллі Горшел      | США               | 4,750   | 1,650    | 4        | 2       | 3           | 69                 | 722             | 23                  |
| 2013 | Генрік Стенсон    | Швеція            | 4,750   | 2,007    | 4        | 2       | 2           | 9                  | 1,426           | 14                  |
| 2012 | Брендт Снедекер   | США               | 4,100   | 1,273    | 4        | 1       | 2           | 19                 | 1,194           | 18                  |
| 2011 | Білл Гас          | США               | 2,760   | 15       | 4        | 1       | 1           | 15                 | 1,273           | 22                  |
| 2010 | Джим Ф'юрик       | США               | 2,980   | 252      | 3        | 1       | 1           | 3                  | 1,691           | 18                  |
| 2009 | Тайгер Вудс (2)   | США               | 4,000   | 1,080    | 4        | 1       | 3           | 1                  | 3,341           | 13                  |
| 2008 | Віджей Сінгх      | Фіджі             | 125,101 | 551      | 4        | 2       | 2           | 7                  | 15,034          | 19                  |
| 2007 | Тайгер Вудс       | США               | 123,033 | 12,578   | 3        | 2       | 3           | 1                  | 30,574          | 13                  |

## Виноски
1. ↑  Dell, John (23 серпня 2012). Web.com impact expanded with qualifying changes. PGA Tour. Архів оригіналу за 18 травня 2015. Процитовано 30 серпня 2013.
2. 1 2  FedEx Cup 101. PGA Tour. Архів оригіналу за 31 липня 2019. Процитовано 30 липня 2019.